# دیو و دلبر (فیلم ۱۹۴۶)
دیو و دلبر (فرانسوی: La Belle et la Bête‎) یک فیلم فانتزی درام به کارگردانی ژان کوکتو محصول سال ۱۹۴۶ است که از آثار کلاسیک سینمای فرانسه به‌شمار می‌رود. از بازیگران آن می‌توان به ژوزت دی، ژان ماره، میشل اوکلر و میلا پارلی اشاره کرد.